# Grand Prix Australii 2008
Wyniki Grand Prix Australii, pierwszej rundy Mistrzostw Świata Formuły 1 w sezonie 2008.

## Wyniki

### Sesje treningowe
| Sesja | Nr | Kierowca       | Konstruktor      | Czas     | Okr. |
| ----- | -- | -------------- | ---------------- | -------- | ---- |
| 1     | 1  | Kimi Räikkönen | Ferrari          | 1:26.461 | 25   |
| 2     | 22 | Lewis Hamilton | McLaren-Mercedes | 1:26.559 | 33   |
| 3     | 4  | Robert Kubica  | BMW Sauber       | 1:25.613 | 18   |

### Kwalifikacje
| Poz. | Nr | Kierowca             | Konstruktor         | Q1       | Q2       | Q3       | Poz. s. |
| --- | --- | -------------------- | ------------------- | -------- | -------- | -------- | ------- |
| 1 | 22 | Lewis Hamilton       | McLaren-Mercedes    | 1:26.572 | 1:25.187 | 1:26.714 | 1       |
| 2 | 4 | Robert Kubica        | BMW Sauber          | 1:26.103 | 1:25.315 | 1:26.869 | 2       |
| 3 | 23 | Heikki Kovalainen    | McLaren-Mercedes    | 1:25.664 | 1:25.452 | 1:27.079 | 3       |
| 4 | 2 | Felipe Massa         | Ferrari             | 1:25.994 | 1:25.691 | 1:27.178 | 4       |
| 5 | 3 | Nick Heidfeld        | BMW Sauber          | 1:25.960 | 1:25.518 | 1:27.236 | 5       |
| 6 | 11 | Jarno Trulli         | Toyota              | 1:26.427 | 1:26.101 | 1:28.527 | 6       |
| 7 | 7 | Nico Rosberg         | Williams-Toyota     | 1:26.295 | 1:26.059 | 1:28.687 | 7       |
| 8 | 9 | David Coulthard      | Red Bull-Renault    | 1:26.427 | 1:26.101 | 1:28.527 | 8       |
| 9 | 12 | Timo Glock           | Toyota              | 1:26.919 | 1:26.164 | 1:29.593 | 18      |
| 10 | 15 | Sebastian Vettel     | Toro Rosso-Ferrari  | 1:26.702 | 1:25.842 | -        | 9       |
| 11 | 17 | Rubens Barrichello   | Honda               | 1:26.369 | 1:26.173 |          | 10      |
| 12 | 5 | Fernando Alonso      | Renault             | 1:26.907 | 1:26.188 |          | 11      |
| 13 | 16 | Jenson Button        | Honda               | 1:26.712 | 1:26.259 |          | 12      |
| 14 | 8 | Kazuki Nakajima      | Williams-Toyota     | 1:26.891 | 1:26.413 |          | 13      |
| 15 | 10 | Mark Webber          | Red Bull-Renault    | 1:26.914 | -        |          | 14      |
| 16 | 1 | Kimi Räikkönen       | Ferrari             | 1:26.140 | -        |          | 15      |
| 17 | 21 | Giancarlo Fisichella | Force India-Ferrari | 1:27.207 |          |          | 16      |
| 18 | 14 | Sébastien Bourdais   | Toro Rosso-Ferrari  | 1:27.446 |          |          | 17      |
| 19 | 20 | Adrian Sutil         | Force India-Ferrari | 1:27.859 |          |          | PIT     |
| 20 | 18 | Takuma Satō          | Super Aguri-Honda   | 1:28.208 |          |          | 19      |
| 21 | 6 | Nelson Piquet Jr.    | Renault             | 1:28.330 |          |          | 20      |
| 22 | 19 | Anthony Davidson     | Super Aguri-Honda   | 1:29.059 |          |          | 21      |
| Poz. | Nr | Kierowca             | Konstruktor         | Q1       | Q2       | Q3       | Poz. s. |
| \| Legenda \| Legenda \| \| ------------------------ \| ---------------------------------------------------------------------------------------------------------------------------------------------------------------------------------------------------------------------------------------------------------------- \| \| Poz. Nr Q1 Q2 Q3 Poz. s. \| Pozycja zajęta w sesji kwalifikacyjnej Numer startowy kierowcy Wynik uzyskany w pierwszej części kwalifikacji Wynik uzyskany w drugiej części kwalifikacji Wynik uzyskany w trzeciej części kwalifikacji Pozycja startowa po uwzględnięniu kar, przesunięć, itp. \| | |                      |                     |          |          |          |         |
| Legenda | |                      |                     |          |          |          |         |
| Poz. Nr Q1 Q2 Q3 Poz. s. | Pozycja zajęta w sesji kwalifikacyjnej Numer startowy kierowcy Wynik uzyskany w pierwszej części kwalifikacji Wynik uzyskany w drugiej części kwalifikacji Wynik uzyskany w trzeciej części kwalifikacji Pozycja startowa po uwzględnięniu kar, przesunięć, itp. |                      |                     |          |          |          |         |

### Wyścig

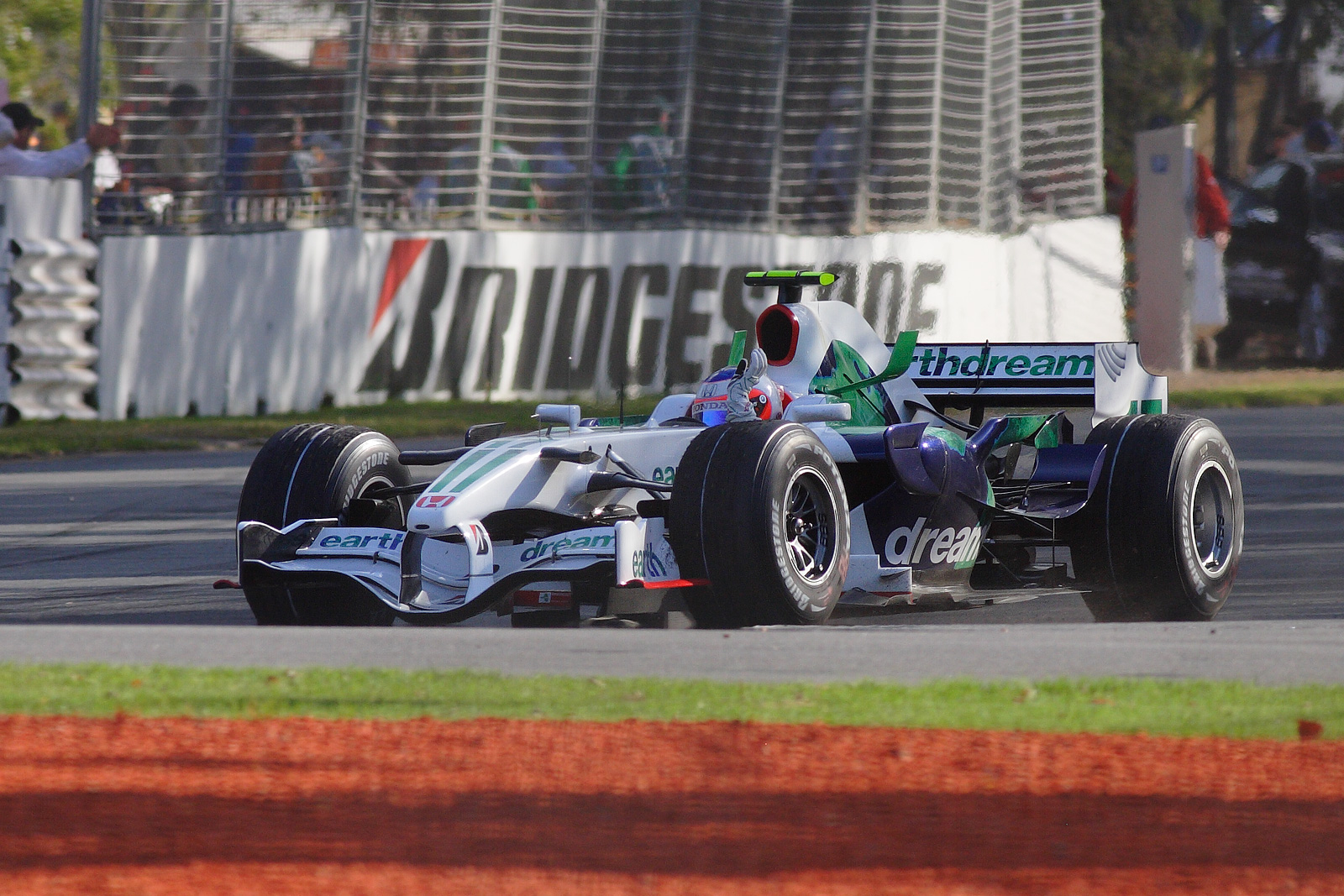
Rubens Barrichello po ukończeniu wyścigu na szóstej pozycji

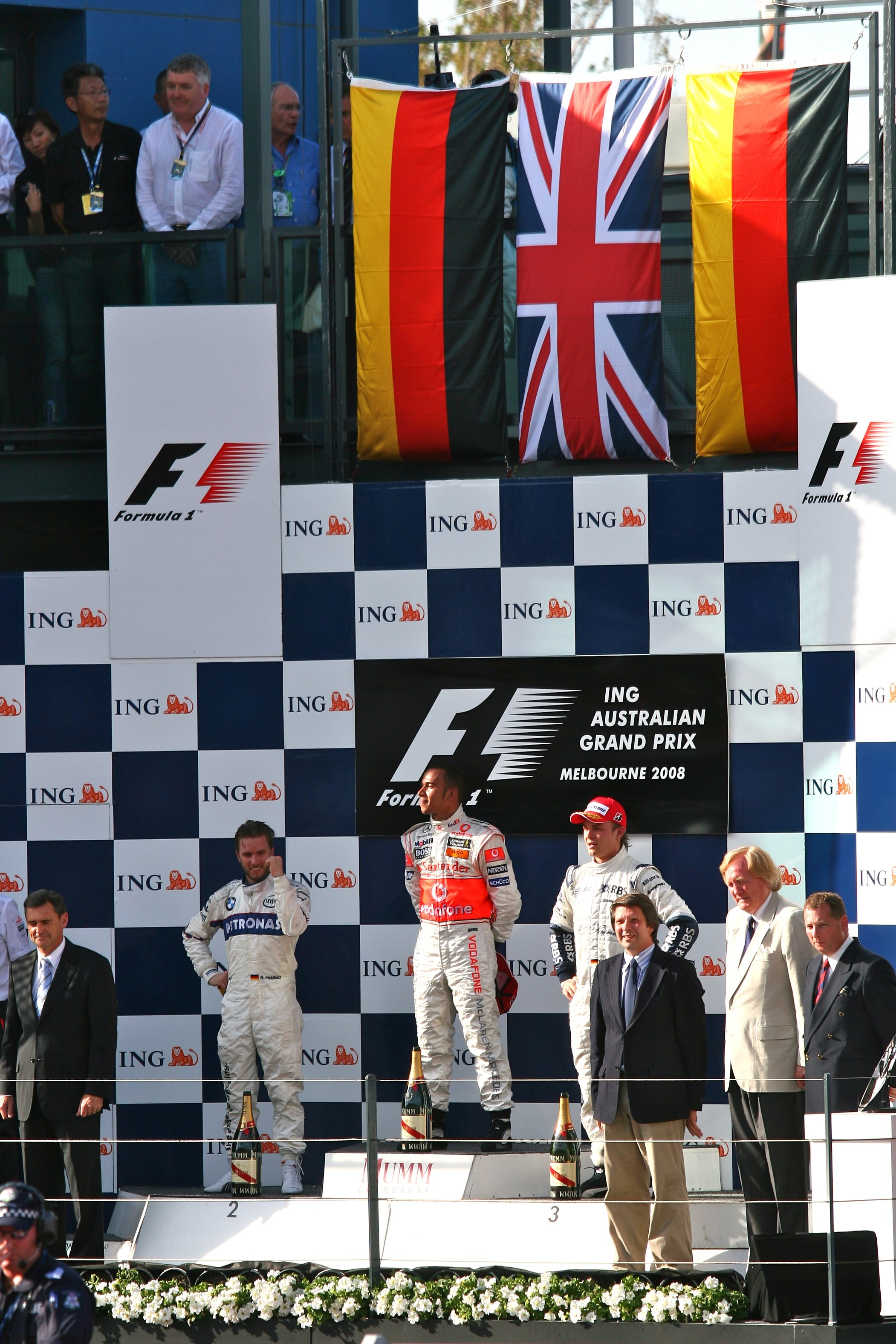
Nick Heidfeld, Lewis Hamilton i Nico Rosberg na podium po wyścigu

| P                 | + / –     | Nr | Kierowca             | Konstruktor         | Okr. | Czas / Strata | Komentarz                  |
| ----------------- | --------- | -- | -------------------- | ------------------- | ---- | ------------- | -------------------------- |
| 1                 | Bez zmian | 22 | Lewis Hamilton       | McLaren-Mercedes    | 58   | 1h34:50.616   |                            |
| 2                 | 3         | 3  | Nick Heidfeld        | BMW Sauber          | 58   | +0:05.478     |                            |
| 3                 | 4         | 7  | Nico Rosberg         | Williams-Toyota     | 58   | +0:08.163     |                            |
| 4                 | 7         | 5  | Fernando Alonso      | Renault             | 58   | +0:17.181     |                            |
| 5                 | 2         | 23 | Heikki Kovalainen    | McLaren-Mercedes    | 58   | +0:18.014     |                            |
| 6                 | 7         | 8  | Kazuki Nakajima      | Williams-Toyota     | 57   | +1 okr.       |                            |
| 7                 | 10        | 14 | Sébastien Bourdais   | Toro Rosso-Ferrari  | 55   | +3 okr.       | silnik                     |
| 8                 | 7         | 1  | Kimi Räikkönen       | Ferrari             | 53   | +5 okr.       | silnik                     |
| Niesklasyfikowani |           |    |                      |                     |      |               |                            |
|                   |           | 4  | Robert Kubica        | BMW Sauber          | 47   |               | kolizja z Nakajimą         |
|                   |           | 12 | Timo Glock           | Toyota              | 43   |               | wypadek                    |
|                   |           | 18 | Takuma Satō          | Super Aguri-Honda   | 32   |               | układ przeniesienia napędu |
|                   |           | 6  | Nelson Piquet Jr.    | Renault             | 30   |               | uszkodzenia z kolizji      |
|                   |           | 2  | Felipe Massa         | Ferrari             | 29   |               | silnik                     |
|                   |           | 9  | David Coulthard      | Red Bull-Renault    | 25   |               | kolizja z Massą            |
|                   |           | 11 | Jarno Trulli         | Toyota              | 19   |               | elektryka                  |
|                   |           | 20 | Adrian Sutil         | Force India-Ferrari | 8    |               | hydraulika                 |
|                   |           | 10 | Mark Webber          | Red Bull-Renault    | 0    |               | kolizja z Davidsonem       |
|                   |           | 16 | Jenson Button        | Honda               | 0    |               | kolizja z Vettelem         |
|                   |           | 19 | Anthony Davidson     | Super Aguri-Honda   | 0    |               | kolizja z Nakajimą         |
|                   |           | 15 | Sebastian Vettel     | Toro Rosso-Ferrari  | 0    |               | kolizja z Fisichellą       |
|                   |           | 21 | Giancarlo Fisichella | Force India-Ferrari | 0    |               | kolizja z Vettelem         |
| Zdyskwalifikowani |           |    |                      |                     |      |               |                            |
|                   |           | 17 | Rubens Barrichello   | Honda               | 58   |               | [ 6 ] [ 7 ]                |
| P                 | + / –     | Nr | Kierowca             | Konstruktor         | Okr. | Czas / Strata | Komentarz                  |

### Najszybsze okrążenie
| Nr | Kierowca          | Konstruktor      | Czas     | Okr. |
| -- | ----------------- | ---------------- | -------- | ---- |
| 23 | Heikki Kovalainen | McLaren-Mercedes | 1:27.418 | 43   |

## Lista startowa
| Nr | Kierowca             | Zespół                    | Samochód           | Silnik                    | Opony |
| -- | -------------------- | ------------------------- | ------------------ | ------------------------- | ----- |
| 1  | Kimi Räikkönen       | Scuderia Ferrari Marlboro | Ferrari F2008      | Ferrari 056 2,4l V8       | B     |
| 2  | Felipe Massa         | Scuderia Ferrari Marlboro | Ferrari F2008      | Ferrari 056 2,4l V8       | B     |
| 3  | Nick Heidfeld        | BMW Sauber F1 Team        | BMW F1.08          | BMW P86/8 2,4l V8         | B     |
| 4  | Robert Kubica        | BMW Sauber F1 Team        | BMW F1.08          | BMW P86/8 2,4l V8         | B     |
| 5  | Fernando Alonso      | ING Renault F1 Team       | Renault R28        | Renault RS27-2008 2,4l V8 | B     |
| 6  | Nelson Piquet Jr.    | ING Renault F1 Team       | Renault R28        | Renault RS27-2008 2,4l V8 | B     |
| 7  | Nico Rosberg         | AT&T Williams F1 Team     | Williams FW30      | Toyota RVX-08 2,4l V8     | B     |
| 8  | Kazuki Nakajima      | AT&T Williams F1 Team     | Williams FW30      | Toyota RVX-08 2,4l V8     | B     |
| 9  | David Coulthard      | Red Bull Racing           | Red Bull RB4       | Renault RS27-2008 2,4l V8 | B     |
| 10 | Mark Webber          | Red Bull Racing           | Red Bull RB4       | Renault RS27-2008 2,4l V8 | B     |
| 11 | Jarno Trulli         | Panasonic Toyota Racing   | Toyota TF108       | Toyota RVX-08 2,4l V8     | B     |
| 12 | Timo Glock           | Panasonic Toyota Racing   | Toyota TF108       | Toyota RVX-08 2,4l V8     | B     |
| 14 | Sébastien Bourdais   | Scuderia Toro Rosso       | Toro Rosso STR02B  | Ferrari 056 2,4l V8       | B     |
| 15 | Sebastian Vettel     | Scuderia Toro Rosso       | Toro Rosso STR02B  | Ferrari 056 2,4l V8       | B     |
| 16 | Jenson Button        | Honda Racing F1 Team      | Honda RA108        | Honda RA808E 2,4l V8      | B     |
| 17 | Rubens Barrichello   | Honda Racing F1 Team      | Honda RA108        | Honda RA808E 2,4l V8      | B     |
| 18 | Takuma Satō          | Super Aguri F1 Team       | Super Aguri SA08A  | Honda RA808E 2,4l V8      | B     |
| 19 | Anthony Davidson     | Super Aguri F1 Team       | Super Aguri SA08A  | Honda RA808E 2,4l V8      | B     |
| 20 | Adrian Sutil         | Force India F1 Team       | Force India VJM-01 | Ferrari 056 2,4l V8       | B     |
| 21 | Giancarlo Fisichella | Force India F1 Team       | Force India VJM-01 | Ferrari 056 2,4l V8       | B     |
| 22 | Lewis Hamilton       | Vodafone McLaren Mercedes | McLaren MP4-23     | Mercedes FO108V 2,4l V8   | B     |
| 23 | Heikki Kovalainen    | Vodafone McLaren Mercedes | McLaren MP4-23     | Mercedes FO108V 2,4l V8   | B     |
| Nr | Kierowca             | Zespół                    | Samochód           | Silnik                    | Opony |

## Klasyfikacja po wyścigu

### Kierowcy
| P                 | +/− | Kierowca             | Starty | Punkty | P1 | P2 | P3 | PP | NO | NS |
| ----------------- | --- | -------------------- | ------ | ------ | -- | -- | -- | -- | -- | -- |
| 1                 | N   | Lewis Hamilton       | 1      | 10     | 1  | -  | -  | 1  | -  | -  |
| 2                 | N   | Nick Heidfeld        | 1      | 8      | -  | 1  | -  | -  | -  | -  |
| 3                 | N   | Nico Rosberg         | 1      | 6      | -  | -  | 1  | -  | -  | -  |
| 4                 | N   | Fernando Alonso      | 1      | 5      | -  | -  | -  | -  | -  | -  |
| 5                 | N   | Heikki Kovalainen    | 1      | 4      | -  | -  | -  | -  | 1  | -  |
| 6                 | N   | Kazuki Nakajima      | 1      | 3      | -  | -  | -  | -  | -  | -  |
| 7                 | N   | Sébastien Bourdais   | 1      | 2      | -  | -  | -  | -  | -  | -  |
| 8                 | N   | Kimi Räikkönen       | 1      | 1      | -  | -  | -  | -  | -  | -  |
| Niesklasyfikowani |     |                      |        |        |    |    |    |    |    |    |
| -                 |     | Robert Kubica        | 1      | -      | -  | -  | -  | -  | -  | 1  |
| -                 |     | Timo Glock           | 1      | -      | -  | -  | -  | -  | -  | 1  |
| -                 |     | Takuma Satō          | 1      | -      | -  | -  | -  | -  | -  | 1  |
| -                 |     | Nelson Piquet Jr.    | 1      | -      | -  | -  | -  | -  | -  | 1  |
| -                 |     | Felipe Massa         | 1      | -      | -  | -  | -  | -  | -  | 1  |
| -                 |     | David Coulthard      | 1      | -      | -  | -  | -  | -  | -  | 1  |
| -                 |     | Jarno Trulli         | 1      | -      | -  | -  | -  | -  | -  | 1  |
| -                 |     | Adrian Sutil         | 1      | -      | -  | -  | -  | -  | -  | 1  |
| -                 |     | Mark Webber          | 1      | -      | -  | -  | -  | -  | -  | 1  |
| -                 |     | Jenson Button        | 1      | -      | -  | -  | -  | -  | -  | 1  |
| -                 |     | Anthony Davidson     | 1      | -      | -  | -  | -  | -  | -  | 1  |
| -                 |     | Sebastian Vettel     | 1      | -      | -  | -  | -  | -  | -  | 1  |
| -                 |     | Giancarlo Fisichella | 1      | -      | -  | -  | -  | -  | -  | 1  |
| -                 |     | Rubens Barrichello   | 1      | -      | -  | -  | -  | -  | -  | 1  |
| P                 | +/− | Kierowca             | Starty | Punkty | P1 | P2 | P3 | PP | NO | NS |

### Konstruktorzy
| P                 | +/− | Konstruktor         | Starty | Punkty | P1 | P2 | P3 | PP | NO | NS |
| ----------------- | --- | ------------------- | ------ | ------ | -- | -- | -- | -- | -- | -- |
| 1                 | N   | McLaren-Mercedes    | 2      | 14     | 1  | -  | -  | 1  | 1  | -  |
| 2                 | N   | Williams-Toyota     | 2      | 9      | -  | -  | 1  | -  | -  | -  |
| 3                 | N   | BMW Sauber          | 2      | 8      | -  | 1  | -  | -  | -  | 1  |
| 4                 | N   | Renault             | 2      | 5      | -  | -  | -  | -  | -  | 1  |
| 5                 | N   | Toro Rosso-Ferrari  | 2      | 2      | -  | -  | -  | -  | -  | 1  |
| 6                 | N   | Ferrari             | 2      | 1      | -  | -  | -  | -  | -  | 1  |
| Niesklasyfikowani |     |                     |        |        |    |    |    |    |    |    |
| -                 |     | Toyota F1           | 2      | -      | -  | -  | -  | -  | -  | 2  |
| -                 |     | Super Aguri-Honda   | 2      | -      | -  | -  | -  | -  | -  | 2  |
| -                 |     | Red Bull-Renault    | 2      | -      | -  | -  | -  | -  | -  | 2  |
| -                 |     | Force India-Ferrari | 2      | -      | -  | -  | -  | -  | -  | 2  |
| -                 |     | Honda               | 2      | -      | -  | -  | -  | -  | -  | 2  |
| P                 | +/− | Konstruktor         | Starty | Punkty | P1 | P2 | P3 | PP | NO | NS |

## Prowadzenie w wyścigu
| 22                                                     | Lewis Hamilton    | 1-17, 22-42, 47-58 | 50 |
| 23                                                     | Heikki Kovalainen | 18-21, 43-46       | 8  |
| \| Wykres \| Wykres \| \| ------ \| ------ \| \| \| \| |                   |                    |    |
| Wykres                                                 |                   |                    |    |
|                                                        |                   |                    |    |